# زجاج السيارات
زجاج السيارات 

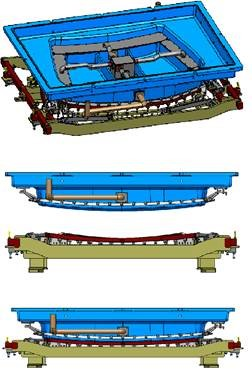

يعتبر زجاج السيارات أحد العلوم المهمة التي تستعمل في صناعة السيارات.

## أهمية زجاج السيارات
لأهمية زجاج السيارات الكبيرة فقد أنشئت الكثير من المصانع لتصنيعه و أعدت المعامل المتطور والمخترعات الخاصة لتطوير زجاج السيارات تطورا كبيرا 
حيث أصبحنا نرى زجاجا شفافا إلى درجة كبيرة من الشفافية وأصبح النوع الآخر من الزجاج مضاد للرصاص وبعض الأنواع الأخرى كانت ضد الخدش وبعضها ضد الاحتكاك.

## زجاج السيارات و تقنية النانو
تطور علم زجاج السيارات إلى حد كبير وخاصة بعد إدخال تقنية النانو في صناعته حيث زادت شفافيته إلى حد كبير وقل به الاحتكاك إلى أجزاء صغيرة لا ترى إلا بالمجهر المركب.